# Неустрашимый (эсминец)
Эскадренный миноносец «Неустрашимый» — единственный корабль проекта 41, также известного как тип «Неустрашимый» (код НАТО — «Tallinn»), построенный для Советского Военно-Морского Флота в начале 1950-х годах. Впоследствии был модернизирован.

## История
15 марта 1950 года ЭМ «Неустрашимый» был зачислен в списки кораблей ВМФ, и 5 июля 1950 года, под заводским номером 614, заложен на Петербургском заводе им. Жданова по проекту 41.
29 января 1951 года ЭМ «Неустрашимый» был спущен на воду, а в строй вступил 31 января 1955 года. 26 июля он был зачислен в состав 4-го ВМФ, а с 24 декабря входил в состав Краснознамённого Балтийского флота.
В периоды с 21 мая 1962 года по 23 декабря 1963 года и с 10 октября 1967 года по 6 января 1969 года прошел в Лиепае капитальный ремонт. 
25 января 1974 года «Неустрашимый» был выведен из боевого состава, законсервирован и поставлен в Кронштадте на отстой, а 22 февраля разоружен и исключён из состава ВМФ в связи с передачей в ОФИ для демонтажа и реализации. 12 марта — расформирован, и впоследствии разделан на металл на базе «Главвторчермета» в Ленинграде.